# Ledenec

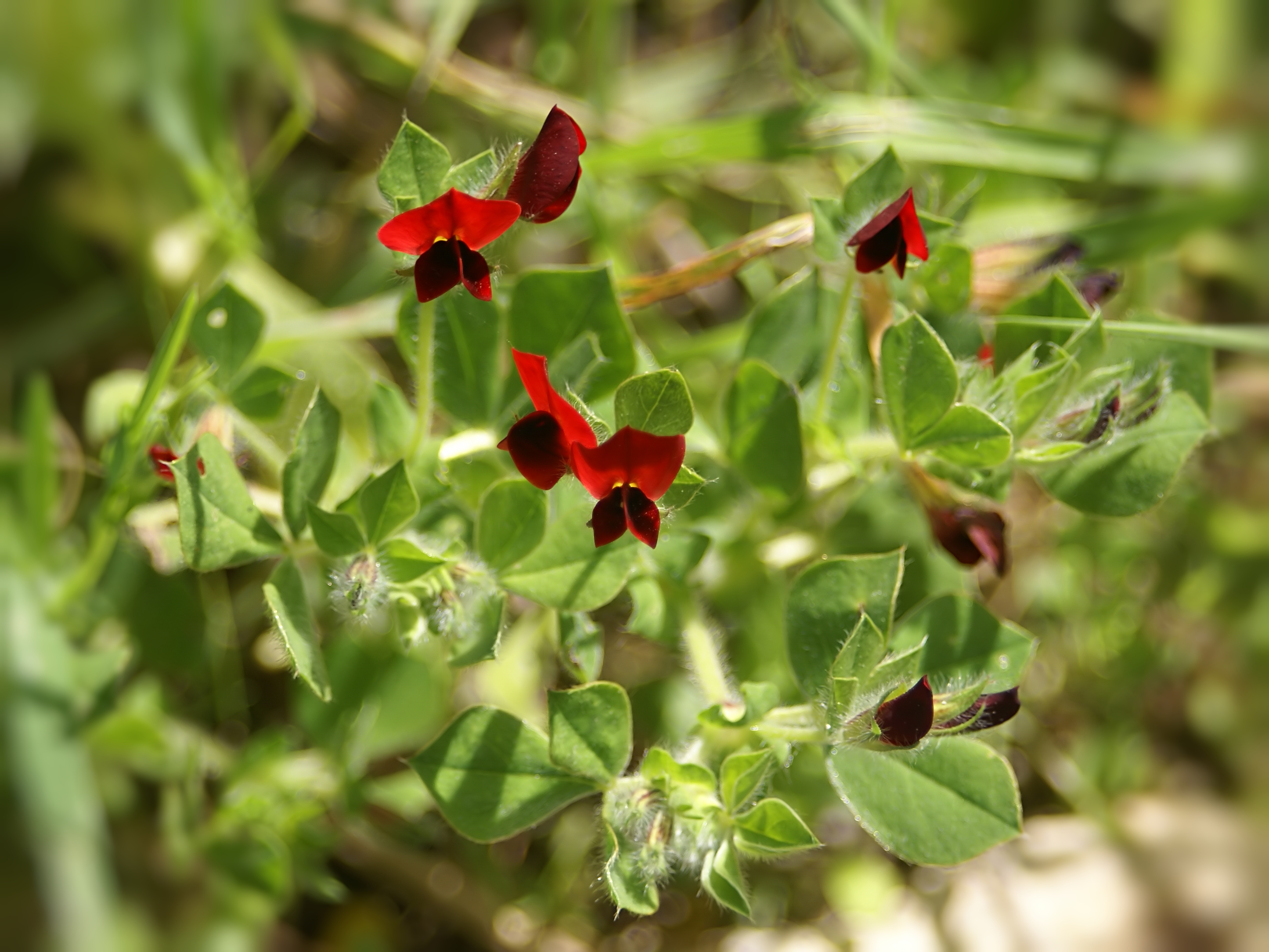
Ledenec nachový (Tetragonolobus purpureus)

Ledenec (Tetragonolobus) je rod rostlin z čeledi bobovité. Jsou to vytrvalé byliny se žlutými jednotlivými květy a trojčetnými listy, vyskytující se v počtu asi 7 druhů od Středomoří po Střední Asii. V České republice se vyskytuje jediný druh, ledenec přímořský. Podle posledních taxonomických poznatků by měl být rod Tetragonolobus zrušen a vřazen do rodu štírovník (Lotus).

## Popis
Ledence jsou vytrvalé byliny s plazivými oddenky. Listy jsou trojčetné, s celokrajnými lístky a volnými palisty. Květy jsou žluté, květenství jsou dlouze stopkatá, jednokvětá, případně dvoukvěté okolíky. Kalich je úzce zvonkovitý, souměrný. Tyčinek je 10 a jsou dvoubratré, 5 z nich je delších a pod prašníky lopatkovitě rozšířených, 5 je kratších a rozšířených jen mírně. Semeník obsahuje mnoho vajíček. Lusky jsou válcovité, čtyřkřídlé, pukající 2 švy.

## Rozšíření
Ledence se vyskytují v počtu asi 7 druhů v Evropě, západní a střední Asii a severní Africe. Nejvíce druhů se vyskytuje ve Středomoří. V České republice roste jediný druh, ledenec přímořský. Z celé Evropy je udáváno 6 druhů ledenců. Mimo široce rozšířeného ledence přímořského se téměř v celém Středomoří vyskytuje ledenec nachový (T. purpureus) a ledenec T. requienii, v Řecku a Itálii T. biflorus, v Řecku T. wiedemannii a na Sicílii T. conjugatus.

## Taxonomie
Ve fylogenetické studii z roku 2008 byl na základě rozboru nrITS sekvencí rod Tetragonolobus vřazen spolu s rodem Dorycnium (bílojetel) do rodu Lotus (štírovník), neboť rod Lotus se ukázal ve stávajícím pojetí parafyletický. Tyto změny však nejsou v botanické literatuře dosud vesměs akceptovány a tato taxonomická skupina na komplexní studii teprve čeká.

## Obsahové látky
Ledenec přímořský je jedovatý, obsahuje nebílkovinnou aminokyselinu kavananin, dále některé kumariny, např. skopoletin.

## Zástupci
- Ledenec nachový (Tetragonolobus purpureus, syn. Lotus tetragonolobus)
- Ledenec přímořský (Tetragonolobus maritimus, syn. Lotus maritimus)

## Význam
Lusky a hlízy ledence nachového (Tetragonolobus purpureus) jsou jedlé.